# Lithocarpus havilandii
Lithocarpus havilandii là một loài thực vật có hoa trong họ Cử. Loài này được (Stapf) Barnett mô tả khoa học đầu tiên năm 1944.